# Admiral Tegetthoff (Schiff)
Die S/X Admiral Tegetthoff war ein nach Admiral Wilhelm Freiherr von Tegetthoff benanntes Segelforschungsschiff mit Hilfsantrieb. Der Zusatz S/X ist eine Werftbezeichnung. Es war das Schiff, das zu der Österreichisch-Ungarischen Nordpolexpedition (auch Weyprecht-Payer-Polarexpedition, offiziell Polarexpedition Admiral Tegetthoff) benutzt wurde. Nachdem es über eineinhalb Jahre im Polareis feststeckte, wurde es von der Besatzung aufgegeben.

## Schiffsdaten
Das Schiff war eine eisgängige, hölzerne Schonerbark mit einer kohlebetriebenen Dampfmaschine (sogenannter Auxiliarsegler mit markantem Schornstein hinter dem Großmast) als Hilfsantrieb, verstärktem Rumpf und spezieller Rumpfform zur Vermeidung der Eispressung. Das Schiff wurde 1872 unter der Baunummer 43 auf der Werft Joh. C. Tecklenborg in Geestemünde (Bremerhaven) fertiggestellt. Die Jungfernreise über Tromsø ins Nordpolarmeer blieb ihre einzige Fahrt.
Sie war 300 BRT / 230 NRT groß, hatte 520 t Tragfähigkeit. Ihre Länge über alles (Lüa) betrug 38,39 m (44,81 m mit Klüverbaum), die Breite 7,30 m und der Tiefgang 3,47 m. Sie führte vier Rahsegel (einfache Bram- und Marssegel), drei Schratsegel (Großschratsegel, Großtoppsegel, Besan- und Besantoppsegel), zwei Stagsegel (zwischen Großmast und Fockmast) und drei Vorsegel. Sie führte drei Rettungsboote mit sich.

## Verlauf der Expedition
Am 13. Juni 1872 machte sich eine österreichisch-ungarische Polarexpedition mit Kapitän Carl Weyprecht (in Österreich heute Karl Weyprecht), Expeditionsleiter Julius von Payer, 19 Mann Besatzung und acht Schlittenhunden nebst Polarausrüstung auf den Weg ins Nordpolarmeer. Die Fahrt ging über Tromsø in Norwegen, wo der Eismeister Kapitän Elling Olaf Carlson an Bord genommen wurde.
Weyprechts Anlass, mit dem eisgängigen Segler Admiral Tegetthoff von Bremerhaven in die Barentssee (Arktis) zu fahren, war ein folgenschwerer Irrtum. Nach einer Erkundung 1871 war Weyprecht zu der Ansicht gekommen, dass ein offenes – also zeitweise eisfreies – Polarmeer existiere, über das man am Nordpol vorbei nach Japan fahren könne. Das Schiff, mit dem die Expeditionstruppe ihre Reise in diese lebensfeindliche Zone startete, war ein nach Weyprechts Plänen gebauter Segler mit Hilfsantrieb, der in der Lage war, sowohl zu segeln als auch mit einer Dampfmaschine manövriert zu werden.
Das Schiff wurde im Winter oft extremen Temperaturen ausgesetzt und von den herannahenden Eismassen an der Weiterfahrt gehindert. Die Mannschaft versuchte vergeblich, das Schiff wieder freizubekommen. Als das Eis im polaren Sommer wieder teilweise geschmolzen war, bemerkte der Kapitän, dass sich im Winter eine gewaltige Eisscholle unter das Schiff geschoben hatte. So trieb die Admiral Tegetthoff den gesamten Polarsommer nach Norden. Dabei stießen die Expeditionsteilnehmer 1873 auf einen Archipel, den sie nach Kaiser Franz Joseph  I. Franz-Josef-Land nannten.
Die enormen Leistungen und Entbehrungen der 24 beteiligten Seeleute aus Istrien und Dalmatien (teils kroatischer, teils italienischer Abstammung), Ungarn, Böhmen und Österreich waren jedoch noch nicht zu Ende. Einen weiteren Winter noch mussten die Expeditionsteilnehmer im Eis ausharren. In dieser Zeit beschloss der Geograph Julius Payer, mit zwei Begleitern eine zusätzliche Schlittenexpedition nach Norden zu unternehmen, um den 82. nördlichen Breitengrad zu überschreiten. Nach 17 Tagen erreichten sie am 12. April 1874 auf 81°50' den nördlichsten Punkt des Archipels, und so waren er und seine Männer weiter in den Norden vorgedrungen als je ein Mensch zuvor.

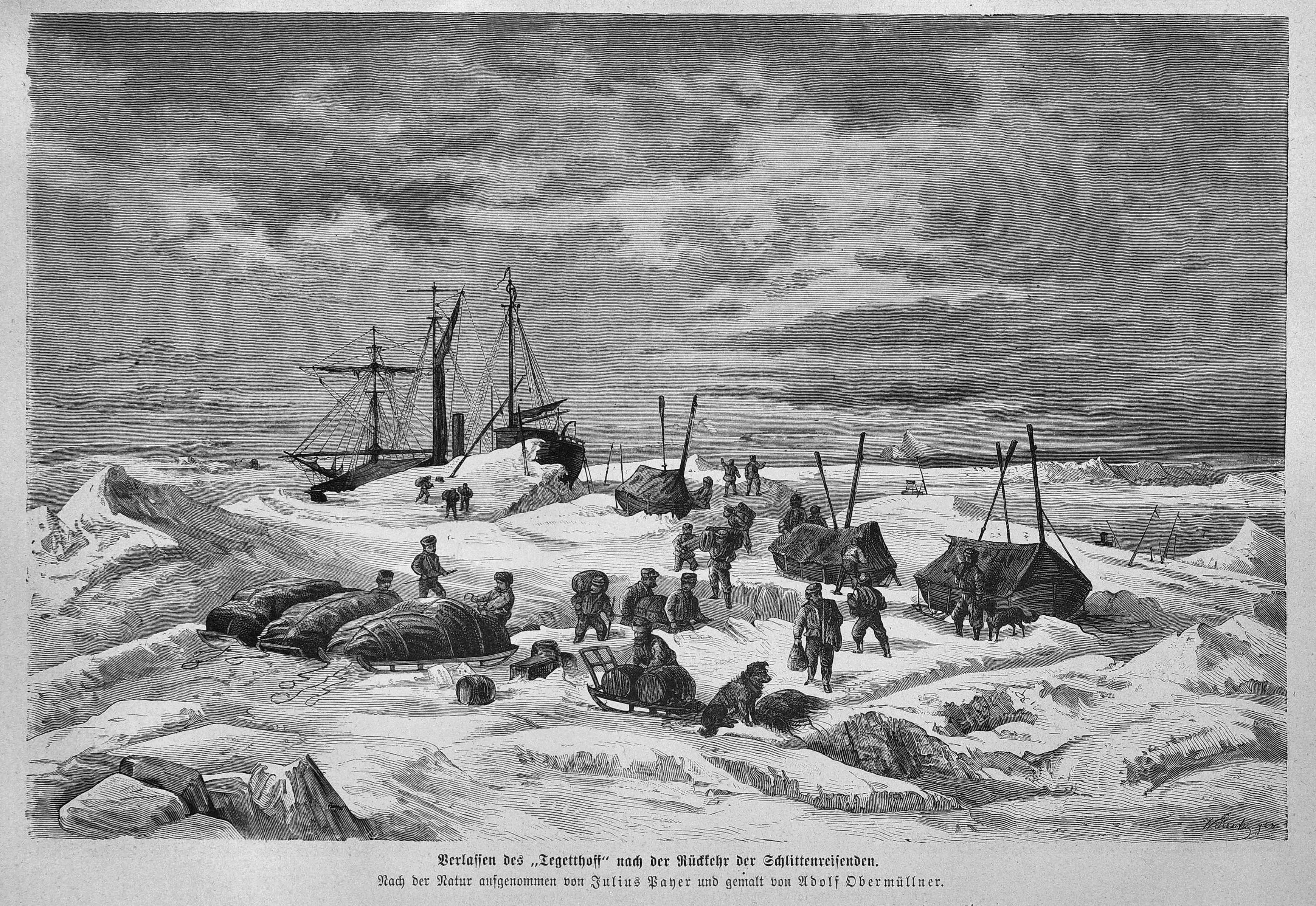
Das Verlassen der Admiral Tegetthoff, aus Die Gartenlaube (1875)

Als der nächste Polarsommer das Eis wieder schmolz, waren sie gezwungen, ihre Rückreise zum Schiff anzutreten. Mit Glück gelang ihnen dies. Als der Kapitän die Vorräte knapp werden sah und sie den nächsten Winter nicht überstehen konnten, beschloss er, das Schiff aufzugeben und die gefährliche Rückreise über das unberechenbare Schollenfeld anzutreten. Im Mai 1874 verließen sie die Admiral Tegetthoff. Die Beiboote wurden mit den restlichen Vorräten beladen und die beschwerliche Reise zu Fuß Richtung Süden zur Eiskante angetreten. Dieses Vorhaben war riskant, da nie zuvor eine Polarexpedition zu Fuß dem ewigen Eis entkommen war. Maschinist Otto Krisch starb während der Expedition am 16. März 1874 an Lungentuberkulose und wurde an der Küste der Wilczek-Insel in der vermutlich nördlichsten Grabstätte der Welt beigesetzt.
Die Entscheidung des Kapitäns, das im Eis gefangene Schiff zu verlassen und zu Fuß den Marsch über das Packeis zurück nach Sibirien anzutreten, führte zu einer der spektakulärsten Mannschaftsleistungen der internationalen Polarforschungsgeschichte. Über drei Monate waren die Männer unterwegs, bis sie am 24. August 1874 vor der sibirischen Küste vom russischen Fischereischoner Nikolaj in einer Bucht der Insel Nowaja Semlja an Bord genommen und gegen Bezahlung so rasch wie möglich nach Vardø nahe dem Nordkap gebracht wurden (3. September 1874). Von dort konnte die Reise zwei Tage später mit dem Vollschiff Finnmarken nach Hamburg angetreten werden.
Arved Fuchs (* 1953) fand bei seinen Nordpolexpeditionen (ab 1977) ein Schriftstück dieser Expedition unter einer Steinpyramide. Eine Analyse des Bundeskriminalamts bewies, dass es tatsächlich aus der Feder der beiden Expeditionsleiter stammt. Heute befindet sich das Dokument im Deutschen Schifffahrtsmuseum in Bremerhaven.

## Darstellungen
Am 10. August 1973 gab die Österreichische Post die 2,50-Schilling-Sonderbriefmarke 100 Jahre Entdeckung des Franz-Joseph-Landes, gestaltet von Adalbert Pilch nach einem Bild von Julius von Payer heraus.
Anlässlich der Polarexpedition Tegetthoff brachte die österreichische Münzanstalt am 8. Juni 2005 ein 20-Euro-Stück aus 900er-Feinsilber heraus.
Das Schicksal der Admiral Tegetthoff ist Gegenstand des 1984 erschienenen Romans Die Schrecken des Eises und der Finsternis des österreichischen Autors Christoph Ransmayr.

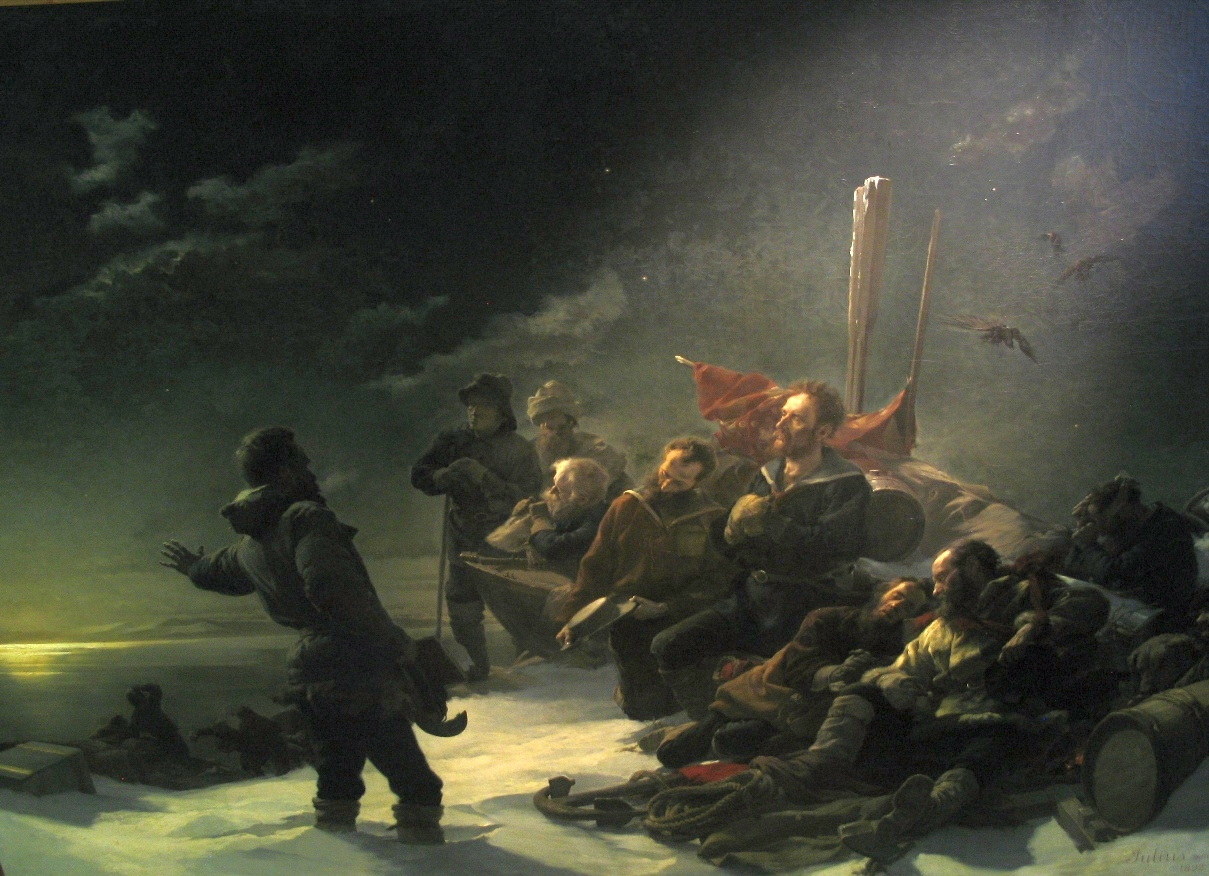
Julius von Payer: Nie zurück! (1892)
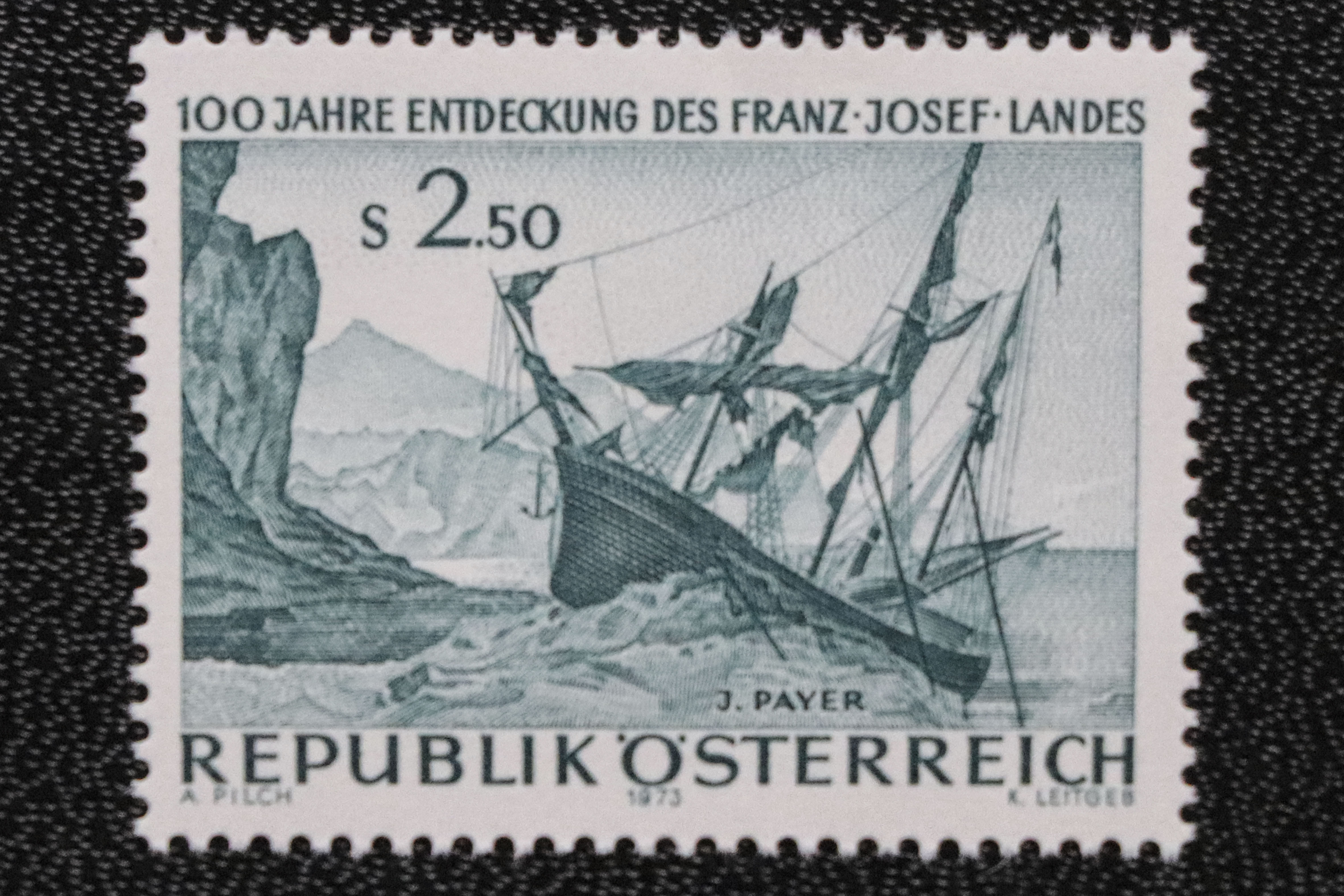
Briefmarke 100 Jahre Entdeckung des Franz-Joseph-Landes